# Danái Stratigopoúlou
Danái Stratigopoúlou (en grec moderne Δανάη Στρατηγοπούλου) (Athènes 8 février 1913 - Athènes 18 janvier 2009) est une chanteuse, écrivaine et universitaire grecque.

## Biographie
Née à Athènes en 1913, Danái Stratigopoúlou fut élevée en France (Paris et Marseille). Elle commença à chanter en 1935. Elle passa la Seconde Guerre mondiale à Trikala. En plus de sa carrière de chanteuse, Danái Stratigopoúlou a enseigné le folklore grec à l'université de Santiago du Chili durant la dictature des colonels.
Danái Stratigopoúlou a écrit plus de 300 chansons ; elle a traduit des chansons populaires grecques en espagnol et traduit les poèmes de Pablo Neruda en grec moderne ainsi que d'autres auteurs chiliens tels que Marina Latorre 
Elle était mariée avec Yórgos Xalkiadákis avec qui elle eut une fille, Lida.

## Discographie
- Istros (canta a Neruda), 1969
- San Ki Apopse